# Sonate K. 187
La sonate K. 187 (F.137/L.285) en fa mineur est une œuvre pour clavier du compositeur italien Domenico Scarlatti.

## Présentation
La sonate K. 187, en fa mineur, est notée Allegro. Il s'agit de la dernière qui suit deux couples dans la même tonalité (K. 183–184 et K. 185–186). Notons la parenté de diverses cellules rythmiques. Certaines formules sont reprises dans la Sonate K. 227.

## Manuscrits
Le manuscrit principal est le numéro 11 du volume II (Ms. 9773) de Venise (1752), copié pour Maria Barbara ; l'autre est Parme II 23 (Ms. A. G. 31407). Une copie figure à Saragosse (E-Zac), source 3 (1750-1751), ms. B-2 Ms. 32, fos 17v-19r, no 9 (1751–1752).

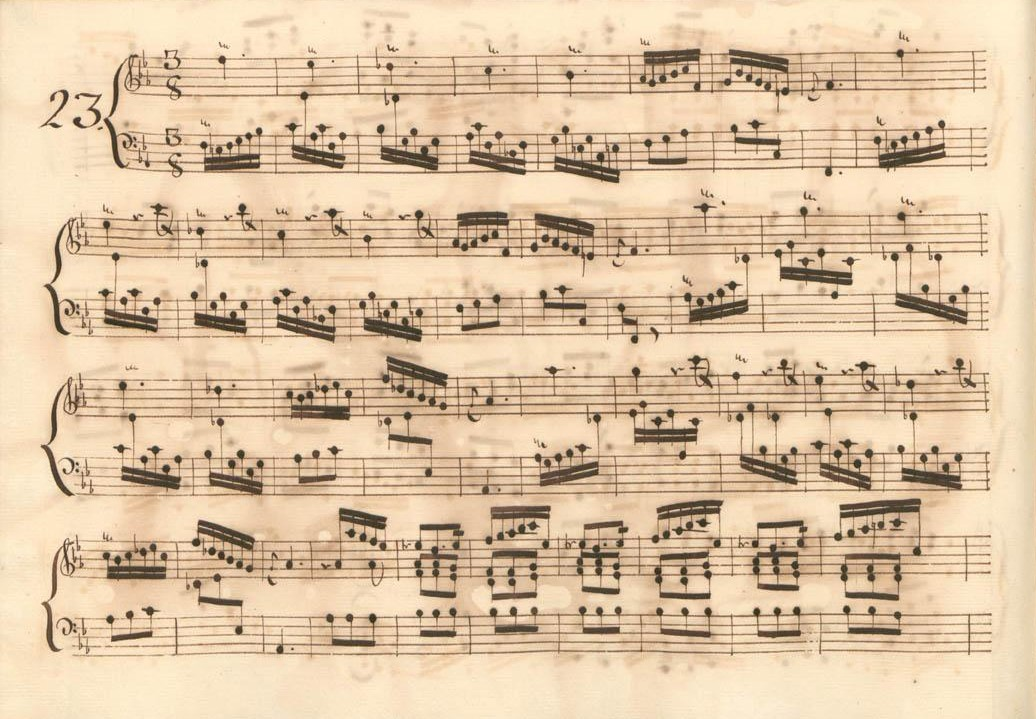
Parme II 23.
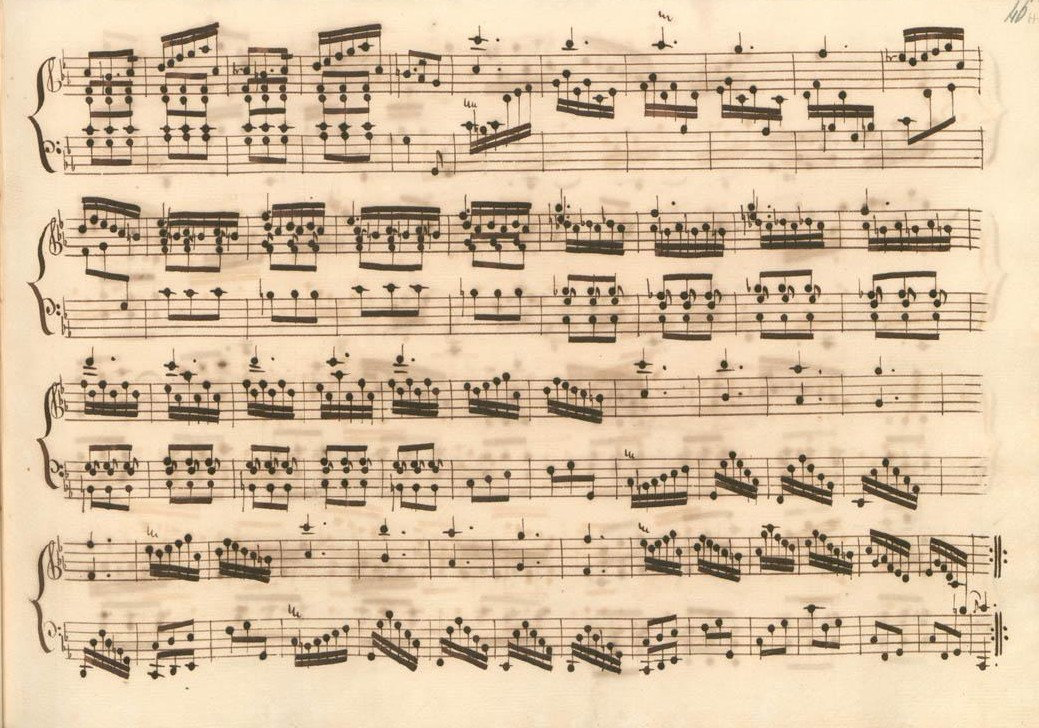
Parme II 23 (fin de la première section).
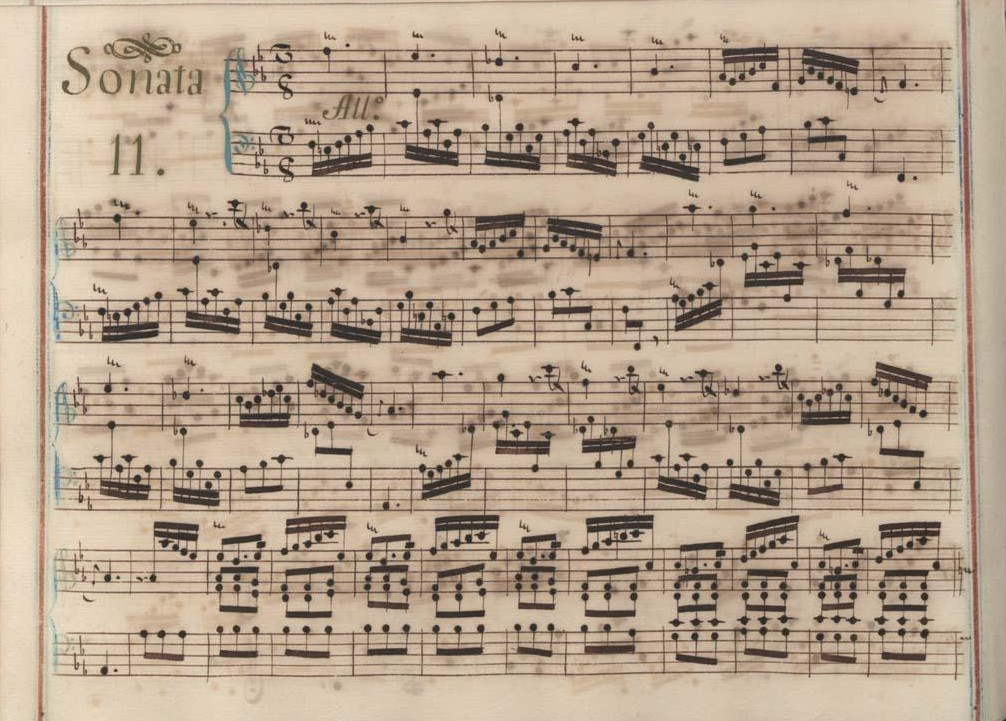
Venise II 11.
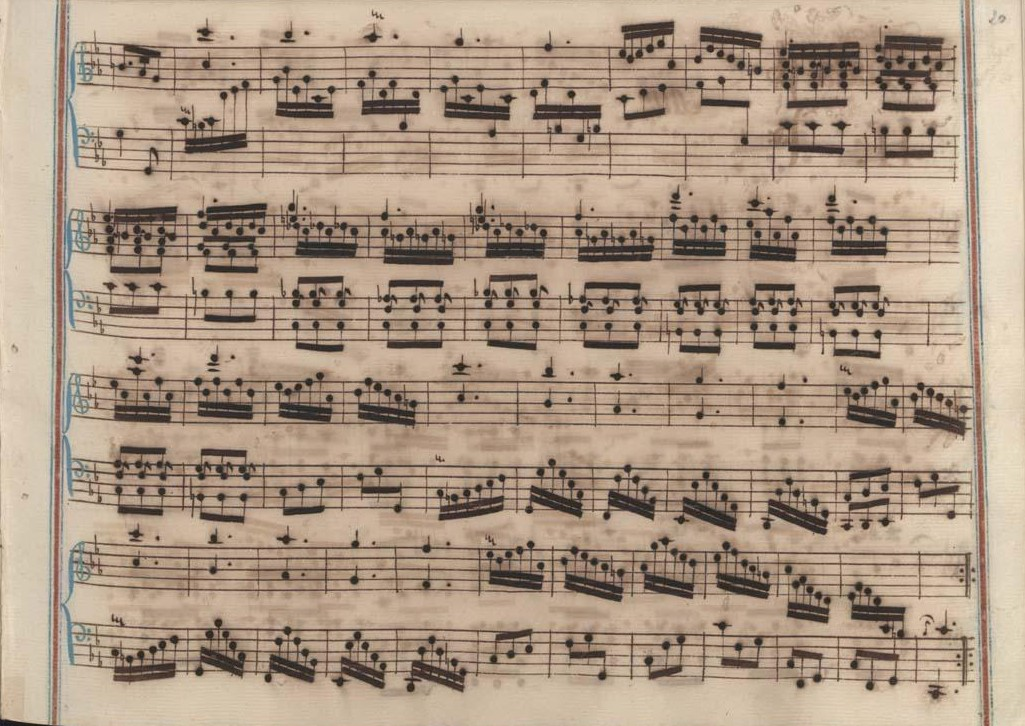
Venise II 11 (fin de la première section).
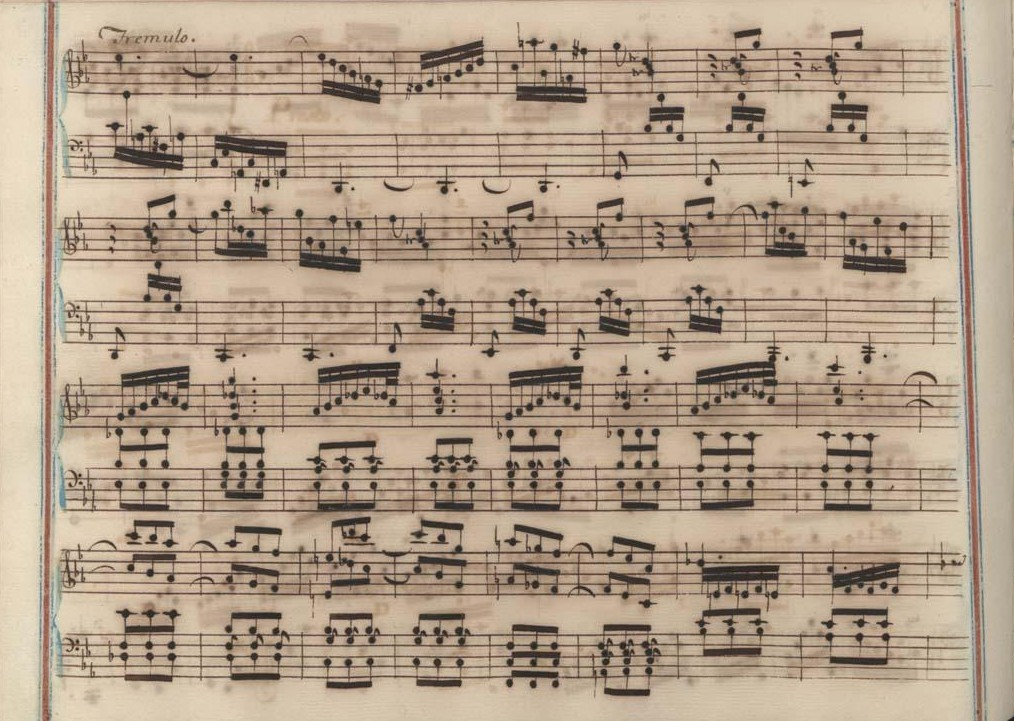
Venise II 11 (début de la seconde section).
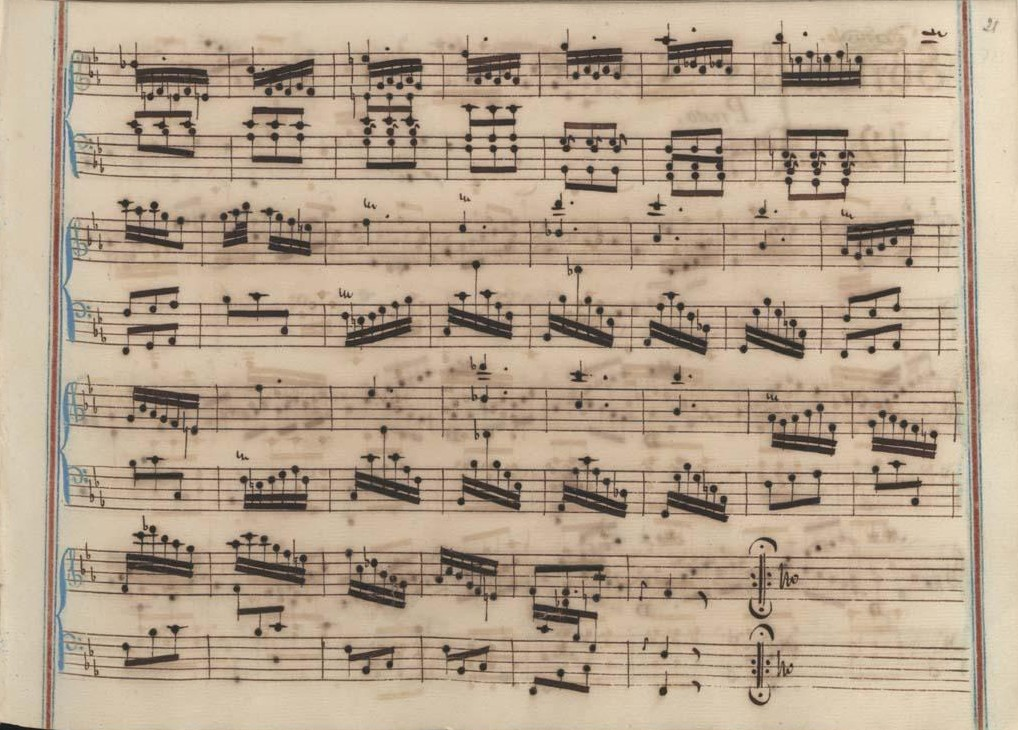
Venise II 11 (fin de la sonate).

## Interprètes
La sonate K. 187 est défendue au piano, notamment par Carlo Grante (2009, Music & Arts, vol. 1) et Alon Goldstein (2018, Naxos, vol. 24) ; au clavecin, elle est jouée par Luciano Sgrizzi, (1979, Erato)  Scott Ross (1985, Erato), Glen Wilson (1990, Teldec), Richard Lester (2001, Nimbus, vol. 1), Ottavio Dantone (2002, Stradivarius, vol. 7) et Pieter-Jan Belder (Brilliant Classics, vol. 4).

## Sources
: document utilisé comme source pour la rédaction de cet article.
- Ralph Kirkpatrick (trad. de l'anglais par Dennis Collins), Domenico Scarlatti, Paris, Lattès, coll. « Musique et Musiciens », 1982 (1re éd. 1953 (en)), 493 p. (ISBN 978-2-7096-0118-4, OCLC 954954205, BNF 34689181).
- Alain de Chambure, « Domenico Scarlatti, Intégrale des sonates — Scott Ross », Erato/Éditions Costallat (2564-62092-2 (livret : 2292-45309-2)), 1985 (OCLC 891183737) .
- (es) Celestino Yáñez Navarro (thèse), Nuevas aportaciones para el estudio de las sonatas de Domenico Scarlatti. Los manuscritos del Archivo de Música de las Catedrales de Zaragoza, Université autonome de Barcelone, 2016 (lire en ligne)